# Pseudeumastacops
Pseudeumastacops is een geslacht van rechtvleugeligen uit de familie Eumastacidae. De wetenschappelijke naam van dit geslacht is voor het eerst geldig gepubliceerd in 1974 door Descamps.

## Soorten
Het geslacht Pseudeumastacops omvat de volgende soorten:
- Pseudeumastacops constantensis Descamps, 1982
- Pseudeumastacops inexpectata Descamps, 1974
- Pseudeumastacops militaris Gerstaecker, 1889
- Pseudeumastacops minima Descamps, 1982
- Pseudeumastacops pakitzae Descamps, 1979
- Pseudeumastacops purusana Descamps, 1979
- Pseudeumastacops sinopensis Descamps, 1982
- Pseudeumastacops ucayali Descamps, 1982
- Pseudeumastacops uruana Descamps, 1982
- Pseudeumastacops versicolor Burr, 1899